# Emil Theodor Kocher
Emil Theodor Kocher (Bern, 25 augustus 1841 – aldaar, 27 juli 1917) was een Zwitsers arts die in 1909 de Nobelprijs voor Fysiologie of Geneeskunde kreeg voor "zijn werk in de fysiologie, pathologie en chirurgie van de schildklier".

## Biografie
Kocher werd geboren in de Zwitserse hoofdstad Bern als zoon van Jacob Alexander Kocher (1814-1893) en Maria Wermuth (1820-1900). Zijn vader was technicus en zijn moeder een afstammeling van Moravische Broeders. Hij studeerde in Zürich, Berlijn, Londen en Wenen, en promoveerde in 1865 in Bern.
Kocher was de eerste arts die op initiatief van zijn Weense leermeester Theodor Billroth de antiseptische aanbevelingen van Joseph Lister toepaste bij de behandeling van wonden, met als resultaat dat een meerderheid van zijn patiënten de operaties overleefden.
In 1872 volgde hij Georg Albert Lücke op als gewoon hoogleraar chirurgie en directeur van de chirurgische kliniek van de Universiteit van Bern. Hij publiceerde werken over verschillende onderwerpen buiten de schildklier zoals hemostase, antiseptische behandeling, heelkundige infectieziekten, over schotwonden en acute osteomyelitis, de theorie van beknelde hernia en buikchirurgie. Zijn leerboek "Chirurgische Operationslehre" (Chirurgische operatieleer) omvatte zes uitgaven en werd vertaald in bijna alle moderne talen. In dit werk beschreef hij vele chirurgische ingrepen, de meeste over buikholte- en gewricht-operaties.
Zijn nieuwe ideeën over de schildklier waren in eerste instantie controversieel, maar zijn succesvolle behandeling van krop met een geleidelijk afnemende mortaliteit gaf hem erkenning. Het prijzengeld van de Nobelprijs stelde hem in staat het Kocher Instituut in Bern op te richten.
Een aantal instrumenten (klem of arterieklem van Kocher) en chirurgische technieken (kraagsnede van Kocher, manoeuvre van Kocher) zijn naar Kocher genoemd, en ook het syndroom van Kocher-Debré-Semelaigne.